# Senden (Bajorország)
Senden település Németországban, azon belül Bajorországban. Lakosainak száma 23 143 fő (2023. december 31.). Senden Neu-Ulm, Weißenhorn, Vöhringen, Illerkirchberg és Pfaffenhofen an der Roth községekkel határos.

## Népesség
A település népessége az elmúlt években az alábbi módon változott:
| Lakosok száma | 13 576 | 17 013 | 21 536 | 21 586 | 21 720 | 21 909 | 22 133 | 22 336 | 22 896 | 23 143 |
|               | 1970   | 1975   | 2011   | 2012   | 2014   | 2015   | 2017   | 2019   | 2022   | 2023   |